# Yuhui
Yuhui (chiń. upr. 禹会区; chiń. trad. 禹會區; pinyin Yǔhuì Qū) – dzielnica miasta Bengbu w prowincji Anhui we wschodnich Chińskiej Republice Ludowej. Liczba mieszkańców dzielnicy, w 2010 roku, wynosiła 249 361.